# Амасанджі
Амасанджі (*д/н — після 1455) — 4-й очільник Дербен-Ойрата в 1454—1455 роках. Відомий також як Хорхуд.

## Життєпис
Старший син великого кагана Есена. Замолоду брав участь у походах батька. 1435 року очолив похід проти могулістанського хана Есен-Буки II. На бік ойратів перейшли племена баарин і чурас, чим сприяли захопленню сходу Могулістану. Перемоги Амасанджі сприяли послабленню і фактичному розпаду ханства.
У 1440-х роках знову воював проти Есен-Буки II, захопивши значну здобич в Могулістані. На початку 1454 року проти Есена виступили тайши Алаг-Темур, правитель правого крила ойратів, і Асудин Хатан-Темур, правитель лівого крила ойратів, і зажадали від став ханом Есена, щоб він поступився їм почесним титулом тайши-чули. Проте Есен-хан передав цей титул Амасанджі. У відповідь ойрати підняли повстання, атакували Есен-хана, якому завдали поразки й вбили.
Амасанджі і його брат Уч-Темур закріпилися в східних володіннях. Про подальшу діяльність Амасанджі обмаль відомостей: згідно китайських джерел його близько 1455 року його повалив рідний брат Уч-Темур або зведенні брати Ібрагім і Ільяс. Спочатку відконучав до Могулістану, а згодом повернувся до володінь імперії Мін. Дата смерті невідома.